# Gyula Cseszneky
El comte Gyula István Cseszneky de Milvány et Csesznek (Nagymajor, 1914 -?) va ser un poeta, traductor, polític hongarès.
El 1941, durant la Segona Guerra Mundial, va convertir en conseller de Tomislau II de l'Estat independent de Croàcia.
El setembre de 1943, quan Alemanya nazi va rellevar l'exèrcit italià, se'l va obligar renunciar a causa de la seva herència jueva, i va ser arrestat per la Gestapo, però va aconseguir escapar-se a Hongria.
Després de la guerra, es va escapar amb Aimó d'Aosta a l'Argentina.